# Boeing 747 Classic
Se denomina Boeing 747 Classic, a las versiones -100, SP, -200 y -300 del Boeing 747 después de la llegada de las versiones -400 y -800. Son aviones a reacción de pasajeros de largo alcance, dos pasillos y fuselaje ancho. Se produjo desde 1970 hasta 1990, con la llegada del Boeing 747-400. 435 unidades se fabricaron hasta 1990.

## 747-100
La primera versión del Boeing 747, el 747-100, salió de la cadena de montaje de Everett para su primer vuelo el 9 de febrero de 1969, siendo certificado en diciembre del mismo año. El 747-100 entra en servicio en enero de 1970, por su primer cliente, Pan Am.
Los aviones de la clase 100 pueden recorrer más de 9000 km sin repostar. Los primeros 747-100 se construyeron con seis ventanas de la cubierta superior (tres por el lado) para acomodar áreas del salón de arriba. Más tarde, como las aerolíneas comenzaron a utilizar la cubierta superior para asientos de pasajeros premium en lugar de espacio de salón, Boeing ofreció una cubierta superior de diez ventanas como una opción. El -100 estaba equipado con motores Pratt & Whitney JT9D-3A. Aunque no se desarrolló ninguna versión de carga de este modelo, muchos 747-100 encontraron una función posterior al ser convertidos en cargueros. Se construyó un total de 167 unidades del 747-100.

### America
- Pan Am  (25)
- TWA  (21)
- Continental Airlines  (2)
- United Airlines  (23)
- Delta Airlines  (5)
- American Airlines  (9)
- LAN Airlines  (1)
- Avianca  (5)
- Viasa  (1)
- Aerosur  (1) (Nunca llegó a hacer operaciones)

## 747-100SR
La variante 747-100SR (Short Range – Radio Corto) es creada para vuelos muy cortos. Con una capacidad de 570 pasajeros en una única clase, fue creado para el mercado de Japón, donde sus vuelos están sobresaturados.
Respondiendo a las solicitudes de las aerolíneas japonesas de un avión de gran capacidad para servir las rutas nacionales entre las principales ciudades, Boeing desarrolló el 747SR (Short Range - Radio Corto) como una versión de corto alcance del 747-100, con menor capacidad de combustible y mayor capacidad de carga útil. El 747SR tenía un vida útil de 52 000 vuelos durante 20 años de operación, comparado con los 24 600 vuelos en 20 años para la norma 747. El modelo inicial 747SR, el -100SR, tenía una estructura reforzada y un tren de aterrizaje para soportar el estrés adicional acumulado de un mayor número de despegues y aterrizajes. El apoyo estructural adicional fue construido en las alas, el fuselaje y el tren de aterrizaje, junto con una reducción del 20 por ciento en capacidad de combustible.
747-100/200 SUD
Esta variante ofrecía una joroba un 7,11 metros más larga que sus predecesores para las versiones -200 y -100. Esta version del avión la operaron solo KLM y Japan Airlines.

## 747-200
El 747-200B fue la versión básica de pasajeros, con mayor capacidad de combustible y motores más potentes; Entró en servicio en febrero de 1971. En sus primeros tres años de producción, el -200 fue equipado con motores Pratt & Whitney JT9D-7 (inicialmente el único motor disponible). El alcance con una carga de pasajeros completa comenzó en más de 5000 nmi (9300 km) y aumentó a 6000 nmi (11 000 km) con motores posteriores. La mayoría -200B tenía una cubierta superior internamente estirada, permitiendo hasta 16 asientos del pasajero. El modelo de carga, el 747-200F, se podía equipar con o sin una puerta de carga lateral, y tenía una capacidad de 95,3 toneladas y un MTOW de hasta 378 000 kilogramos. Entró en servicio en 1972 con Lufthansa. La versión convertible, el 747-200C, podía ser convertida entre un pasajero y un carguero o usada en configuraciones mezcladas, y ofreció asientos desprendibles y una puerta de carga en la nariz. El -200C también podría ser equipado con una puerta de carga lateral opcional en la cubierta principal.
El modelo combi, el 747-200M, podía transportar carga en la sección trasera de la cubierta principal a través de una puerta lateral de carga. Una partición móvil en la cubierta principal separó el área de carga en la parte posterior de los pasajeros en la parte delantera. El -200M podía transportar hasta 238 pasajeros en una configuración de tres clases con carga transportada en la cubierta principal. El modelo también se conocía como el Combi 747-200. Un total de 12 convertidos 747-200s fueron construidos.
Un total de 393 de las versiones 747-200 habían sido construidos cuando la producción terminó en 1991. De éstos, 225 eran -200B, 73 eran -200F, 13 eran -200C, 78 eran -200M, y 4 eran militares. Muchos 747-200 siguen en funcionamiento, aunque la mayoría de los grandes operadores los han retirado de sus flotas y los han vendido a operadores más pequeños. Los grandes transportistas han acelerado la retirada de la flota después de los ataques del 11 de septiembre y la consiguiente disminución de la demanda de viajes aéreos, desguazando algunos y convirtiendo a otros en cargueros.

## 747-300
El 747-300 introdujo una nueva escalera recta a la cubierta superior, en vez de la escalera de caracol de las variantes anteriores, que crea espacio para más asientos. Los cambios aerodinámicos menores permitieron que la velocidad de crucero del -300 alcanzara Mach 0.85 comparado con Mach 0.84 en los modelos -200 y -100, mientras que conserva el mismo peso del despegue. El -300 podría ser equipado con los mismos Pratt & Whitney y Rolls-Royce como en el -200, así como actualizado General Electric CF6-80C2B1 motores.
Swissair colocó la primera orden para el 747-300 el 11 de junio de 1980. La variante revivió la designación 747-300, que había sido utilizada previamente en un estudio de diseño que no alcanzó la producción. El 747-300 voló por primera vez el 5 de octubre de 1982, y la primera entrega del fue el 23 de marzo de 1983. Además del modelo de pasajeros, se produjeron otras dos versiones (-300M, -300SR). El 747-300M cuenta con capacidad de carga en la parte trasera de la cubierta principal, similar al -200M, pero con la cubierta superior estirada puede transportar más pasajeros. El 747-300SR, un modelo doméstico de gran capacidad y corto alcance, fue producido para los mercados japoneses con una capacidad máxima de 584 asientos. No se construyó ninguna versión de carga de producción del 747-300, pero Boeing comenzó las modificaciones de modelos de pasajeros -300 en cargueros en el año 2000.
Se entregaron un total de 81 aviones de la serie 747-300, 56 para uso de pasajeros, 21 -300M y 4 -300SR. En 1985, apenas dos años después de la entrada en servicio del -300, el tipo fue reemplazado por el anuncio del más avanzado 747-400. El último 747-300 fue entregado en septiembre de 1990 a Sabena. Mientras que unos 300 clientes siguieron operando el tipo, varias compañías grandes reemplazaron sus 747-300 con 747-400. Air France, Air India, Pakistan International Airlines y Qantas fueron algunos de los últimos grandes operadores para operar el 747-300. El 29 de diciembre de 2008, Qantas voló su último servicio programado 747-300 de Melbourne a Los Ángeles vía Auckland. En julio de 2015, Pakistan International Airlines retiró su último 747-300 después de 30 años de servicio.